# Komputační teorie mysli
Komputační teorie mysli (KTM) je založena na představě, že lidská mysl funguje jako počítač. KTM vychází z kognitivismu, komputacionismu a funkcionalismu. Představa je taková, že mysl disponuje mentálními reprezentacemi a výpočetními mechanismy, obdobně jako počítače datovými strukturami a algoritmy. Slovem počítač se zde myslí abstraktní Turingův stroj: operátor se symboly, který zhodnotí vstup (input) a krok za krokem podle instrukcí (pravidel) vytváří odezvu (output).
Tato teorie byla vymyšlena Hilary Putnamem v roce 1961, posléze ji upravil jeho student Jerry Fodor. I navzdory velké kritice se v devadesátých letech zůstává KTM jednou z předních teorií o lidské kognici[zdroj⁠?!].

## Teoretické zdroje komputační teorie mysli

### Kognitivismus
Kognitivismus je psychologický směr akceptující existenci a smysluplnost zkoumání mentálních konceptů – proti Behaviorismu. Věří, že kognice je tvořena vnitřními mentálními stavy (reprezentace nebo symboly). A manipulace s nimi se dá popsat pomocí pravidel a algoritmů.

### Komputacionismus
Srovnáme-li mysl s počítačovým programem, objevíme spoustu podobností[zdroj⁠?!]. Počítačový program sestává ze struktury data z algoritmů. Moderní programovací jazyky obsahují nejrůznější struktury dat, například posloupnost písmen (například „abc“), čísla (např. 3) a také komplexnější struktury, jakými jsou seznamy položek (A B C) a větvené struktury (stromy). Lze pak definovat algoritmy – mechanické procedury určené k operacím s různými druhy struktur. Lze například definovat proceduru REVERSE, která obrátí pořadí položek v seznamu (z A B C vytvoří C B A). Tato teorie se uplatňuje především v neurovědě[zdroj⁠?!], psychologii[zdroj⁠?!] a vývoji umělé inteligence.

### Funkcionalismus
Veškeré mentální stavy (pocity, bolest) nezávisí na své vnitřní stavbě, ale na své funkčnosti (roli), kterou sehrávají v kognitivním systému[zdroj⁠?!]. Identita mentálního stavu je určena svou vazbou na senzorickou stimulaci, jiné mentální stavy a chování.[zdroj⁠?!]

## Klasická komputační teorie mysli
KTM se skládá ze dvou složek. První složkou je mentální reprezentace. To znamená, že něco v mentálním světě, symbol se sémantickou i syntaktickou hodnotou, zastupuje něco z reálného světa. Druhou složkou jsou výpočetní mechanismy, což jsou akce provedené s mentálními reprezentacemi, které jsou v souladu se syntaxí (ne sémantikou) mentálních symbolů, což je proces, který se dá technicky definovat jako komputační (Putnam). Výpočetní mechanismy jsou procesy, které jsou kauzálně determinované syntaktickými vlastnostmi symbolů v language of thoughts (Fodor). Language of thoughts je teorie, že veškeré naše myšlení se odehrává jako vnitřní monolog, přičemž se operuje se symboly. Všechny tyto symboly, stejně jako slova, se navzájem kombinují podle určitých pravidel.
Například doufáte, že máte pivo v lednici. Podle KTM se ve vašem mozku spojí stav pro naději (D jako doufání) se symbolem, který znamená že pivo je v lednici (P). Zároveň musí být tyto dva symboly ve správném pořadí. Kdyby pořadí bylo PD, což nemůže protože to syntax nedovolí, výsledkem by bylo, že pivo v lednici doufá. Pokud věříte, že pivo je v lednici, potom je stav pro naději nahrazen stavem pro víru (V) a výsledek je VP.

## Turingův stroj
Nejedná se o stroj v pravém slova smyslu, ale spíše o hypotetický stroj využívající princip komputace. Tento stroj si můžeme představit následovně. Jako paměť má pásku rozdělenou na jednotlivá políčka. V každém políčku je jeden symbol, se kterým TS umí pracovat. Páska je teoreticky nekonečná na obě strany. Na pásku lze zapisovat a lze z ní číst pomocí čtecí hlavy, která je vždy zaměřená pouze na jedno políčko. A nakonec je řídící jednotka. Ta se může nacházet v různých vnitřních stavech, kterých smí být jen určitý počet. Tento stroj pracuje v taktech, kdy během jednoho taktu vykoná vždy jednu instrukci. O tom jakou, rozhoduje stav vnitřní jednotky a obsah políčka, na kterém je čtecí hlava. Podle instrukce pak stroj může:
1. Změnit vnitřní stav řídicí jednotky. Vnitřní stav může zůstat stejný.
2. Přepsat obsah čteného políčka na pásce.
3. Posunout čtecí hlavu o jedno políčko vlevo, nebo vpravo, nebo ji také může ponechat na místě.

Každý TS má jeden počáteční stav, ve kterém začíná práci. Co má v té chvíli napsáno na pásce se dá hodnotit jako vstupní data. Dále má určitě i koncový stav, kterých ale může být i víc. Dostane li se během práce do koncového stavu, zastaví akce a teprve potom si můžeme přečíst co je na pásce.

### Umělá inteligence
Alan Turing na základě předchozích teorií přichází s pokusem pod názvem Imitační hra. Osoba A, která je sama v místnosti, si dopisuje s dalšími dvěma subjekty B a C. Jeden z nich je člověk a druhý je stroj, avšak osoba A neví, kdo je kdo. Na konci hry má osoba A za úkol určit, kdo z dalších subjektů je člověk. Turingův stroj by podle komputační teorie mysli měl být schopen tímto testem projít (tedy mít 50% šanci být vybrán stejně, jako živý člověk). Imitační hra netestuje vyloženě inteligenci počítače, spíš testuje schopnost počítače chovat se (odpovídat) jako člověk. Výhodou testu je jeho jednoduchá definice inteligence, avšak neurčuje, jestli počítač, který testem prošel, skutečně myslí, nebo pouze myšlení simuluje.

## Kritika teorie

### Problém ukotvení symbolů
Podle této teorie myšlení je jen forma výpočtu. Výpočet však znamená manipulaci se symboly podle jejich tvaru, nikoliv významu. Jak jsou potom tyto symboly v našich hlavách propojeny s jejich významem a jak to poznáme? Toto se nazývá problém ukotvení symbolů.
John Searle v reakci na KTM a Imitační hru přichází s teorií čínského pokoje. Osoba je zavřena v místnosti bez oken a jediná možnost komunikace je prostrkávání papírku pode dveřmi. Osoba neumí čínsky, ale na papírku dostává čínské znaky. Dotyčný v místnosti má jen tužku, papír, tabulku čínských symbolů (bez překladu nebo významu) a knihu pravidel. Když obdrží symbol, otevře knihu a vyhledá instrukce k příslušnému symbolu. Tam například stojí, že je-li na papírku symbol Ç má odpovědět symbolem Ṷ z tabulky. Je logické, že kdo neumí čínsky, nepochopí význam znaků jen podle jejich umístění do řetězců – proto to nemůže pochopit ani počítač. Manipulace se symboly založená pouze na jejich tvaru spíše než na významu bude podle KTM teorie interpretována jako mající význam. Ale interpretace nebude přirozená symbolům samotným, ale bude parazitovat na faktu, že například význam symbolů v knize není přirozený, ale odvozený od významu v naší hlavě. Pokud jsou významy symbolů spíše nepřirozené, potom to nejsou schopné modely pro význam v našich hlavách a kognice tím pádem nemůže být jen manipulací se symboly.

### Frame problem
Je otázkou, jak v komputační teorii mysli člověk dokáže určit, co je relevantní. Proto se tomuto problému také říká problém relevantnosti. K problému se přistupuje následovně. Pokud se stroje zeptáte, co je relevantní, musí projít každou položku ve svém seznamu a určit co je a co není relevantní. To ovšem zabere příliš času. Člověk naopak činí rozhodnutí o relevanci velmi rychle a v podstatě celý den. Potom to však vypadá, že lidská oblast běžných myšlenek (zpracovávání centrálního systému) není komputační. Tento problém se nazývá „frame problém“ podle anglického výrazu Include into frame (v překladu bráno v potaz).